# Stefan Postrzednik
Stefan Postrzednik (ur. 1946 w Kisielowie, zm. 5 listopada 2024) – polski inżynier, prof. dr hab., profesor zwyczajny Instytutu Techniki Cieplnej Wydziału Inżynierii Środowiska i Energetyki Politechniki Śląskiej.

## Życiorys
Studiował w Politechnice Śląskiej, w 1973 obronił pracę doktorską, w 1981 habilitował się. 30 maja 1994 nadano mu tytuł naukowy profesora w zakresie nauk technicznych.
Od 1973 do 1982 był adiunktem na Politechnice Śląskiej.
Był profesorem w Instytucie Techniki Cieplnej na Wydziale Inżynierii Środowiska i Energetyki Politechniki Śląskiej.

## Odznaczenia
- 2006: Złoty Krzyż Zasługi[5]
- 1998: Srebrny Krzyż Zasługi[6]
- Nagroda Ministra Nauki i Szkolnictwa Wyższego za pracę badawczą (1976, 1979, 1988)[6]
- Nagroda VI Wydziału za rozprawę habilitacyjną[6]
- Nagroda Rektora Politechniki Śląskiej za pracę badawczą, a także dydaktyczną działalność - za książkę pt. "Termodynamiczne oraz ekologiczne uwarunkowania eksploatacji silników spalinowych[6]